# Розхідник шорсткий
Розхідник шорсткий, котя́чка шерстковоло́са, розхі́дник волоси́стий (Glechoma hirsuta) — вид трав'янистих рослин родини глухокропивові (Lamiaceae), поширений у центральній і східній Європі.

## Біоморфологічна характеристика
Багаторічна трав'яниста рослина 10–100 см заввишки, з довгими розгалуженими кореневими відростками. Стебла мають чотиригранний розріз. Листки супротивні, на довгих ніжках 1–5 см завдовжки. Листові пластини м'які, зелені, серцеподібної, округло-серцеподібної чи серцеподібно-трикутної форми, 10–50 мм завдовжки, 10–60 мм ушир, по краю зубчасто-пилчасті, запушені. Квітки в 2–5-квіткових кільцях, у пазухах приквітків. Чашечка 5-лопатева, 7–11 мм завдовжки, густоволосиста з вкрапленнями ніжкових залозок, частки чашечки лінійно-ланцетні. Віночок 22–30 мм довжиною, від світло-синього до синьо-фіолетового забарвлення, верхня губа округла, вирізана, нижня 3-лопатева, білувато-плямиста, хвиляста. Тичинки зазвичай довжиною з верхню губу (навіть довше). Плід — чотирисім'янка — розпадається на 4 сіро-коричневі гладкі тверді плоди розміром 3–4 мм. Період цвітіння: березень — липень. Розмноження відбувається через плоди; квіти запилюються комахами, а плоди розносяться мурахами.

## Відкриття та ботанічне дослідження
1. Ботанічне вивчення: Розхідник шорсткий був описаний європейськими ботаніками, які систематично досліджували флору Європи в період з XVIII по XIX століття. У цей період європейська ботаніка активно розвивалася, і дослідники збирали та класифікували рослини з різних регіонів континенту.
2. Систематика: Розхідник шорсткий належить до родини глухокропивових, яка включає багато видів з характерними ароматичними властивостями. Рослина має шорстке стебло, серцеподібне листя з зубчастими краями та дрібні лілово-сині квіти.

## Використання людиною
1. Медичне застосування: Як і багато інших видів родини глухокропивових, розхідник шорсткий має довгу історію використання в народній медицині. Рослина використовувалася для лікування різних захворювань, таких як застуда, кашель, бронхіт, а також для поліпшення травлення. Її відвари застосовували для очищення крові та зменшення запальних процесів.
2. Традиційна медицина: У народній медицині розхідник шорсткий також застосовували як засіб проти шкірних захворювань, включаючи екзему та висипання. Листя рослини часто використовували у вигляді компресів, щоб зняти біль і набряки.
3. Ароматичні властивості: Завдяки своєму приємному аромату, рослина іноді використовувалася для ароматизації приміщень або у вигляді настоїв.
4. Кулінарне використання: У деяких регіонах молоді листки розхідника шорсткого додавали до салатів або супів як пряність.

### Сучасне використання
Сьогодні розхідник шорсткий менше використовується в медицині, проте залишається об'єктом досліджень через свій потенціал у фітотерапії та можливі антимікробні властивості. Його вивчення триває, і рослина може стати основою для розробки нових натуральних лікарських засобів.
Розхідник шорсткий є частиною багатої флори Європи і продовжує цікавити ботаніків та фармакологів своїми корисними властивостями.

## Поширення
Вид поширений у Центральній, Південній і Східній Європі (Італія [у т. ч. Сицилія], Мальта, Австрія, Польща, Чехія, Словаччина, Україна, Білорусь, Росія, Угорщина, Румунія, Болгарія, пн. Греція, Албанія, колишня Югославія).
В Україні вид зростає в лісах і чагарниках — майже на всій території, у степу зустрічається рідше, на півдні зникає.

## Галерея

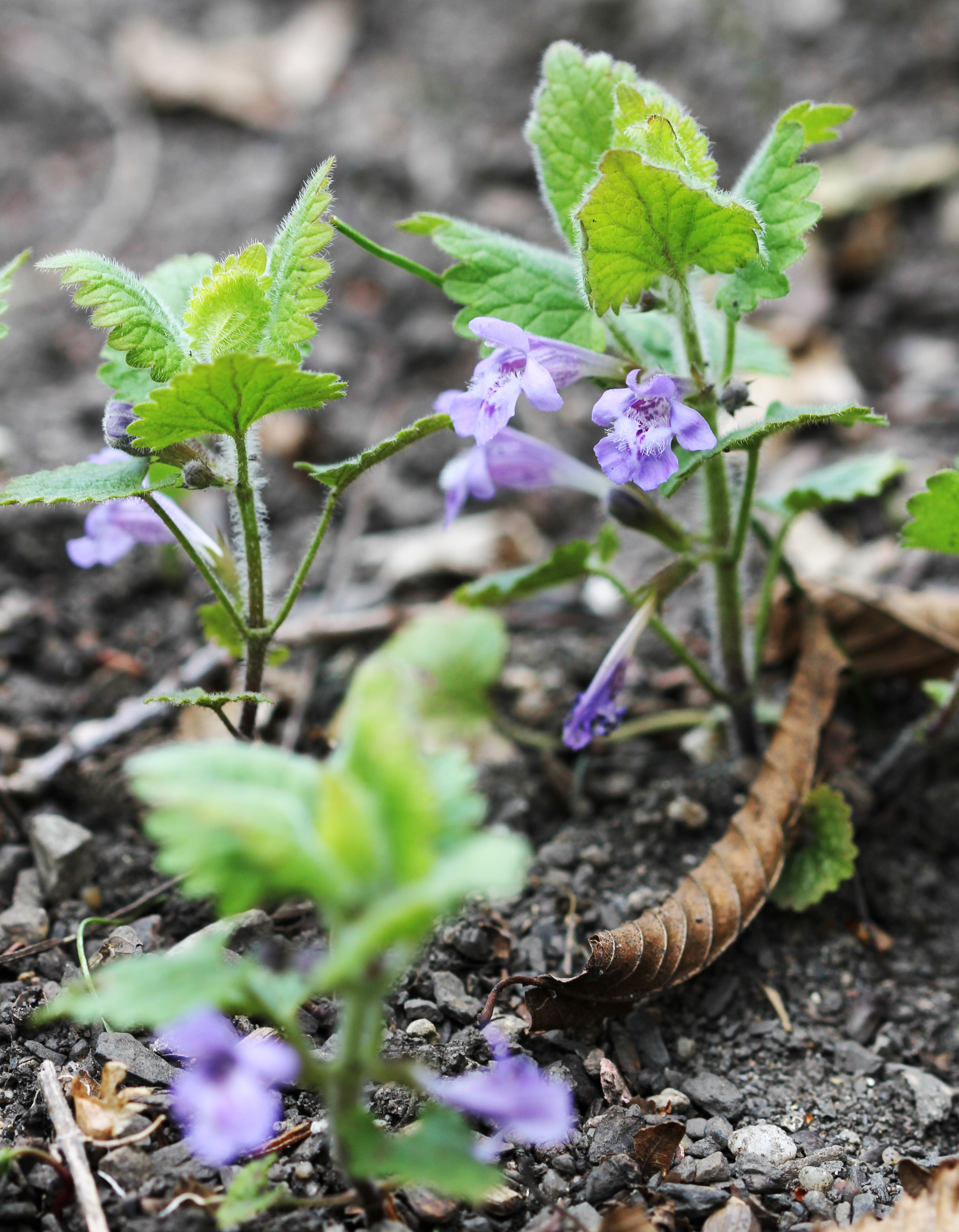
рослина
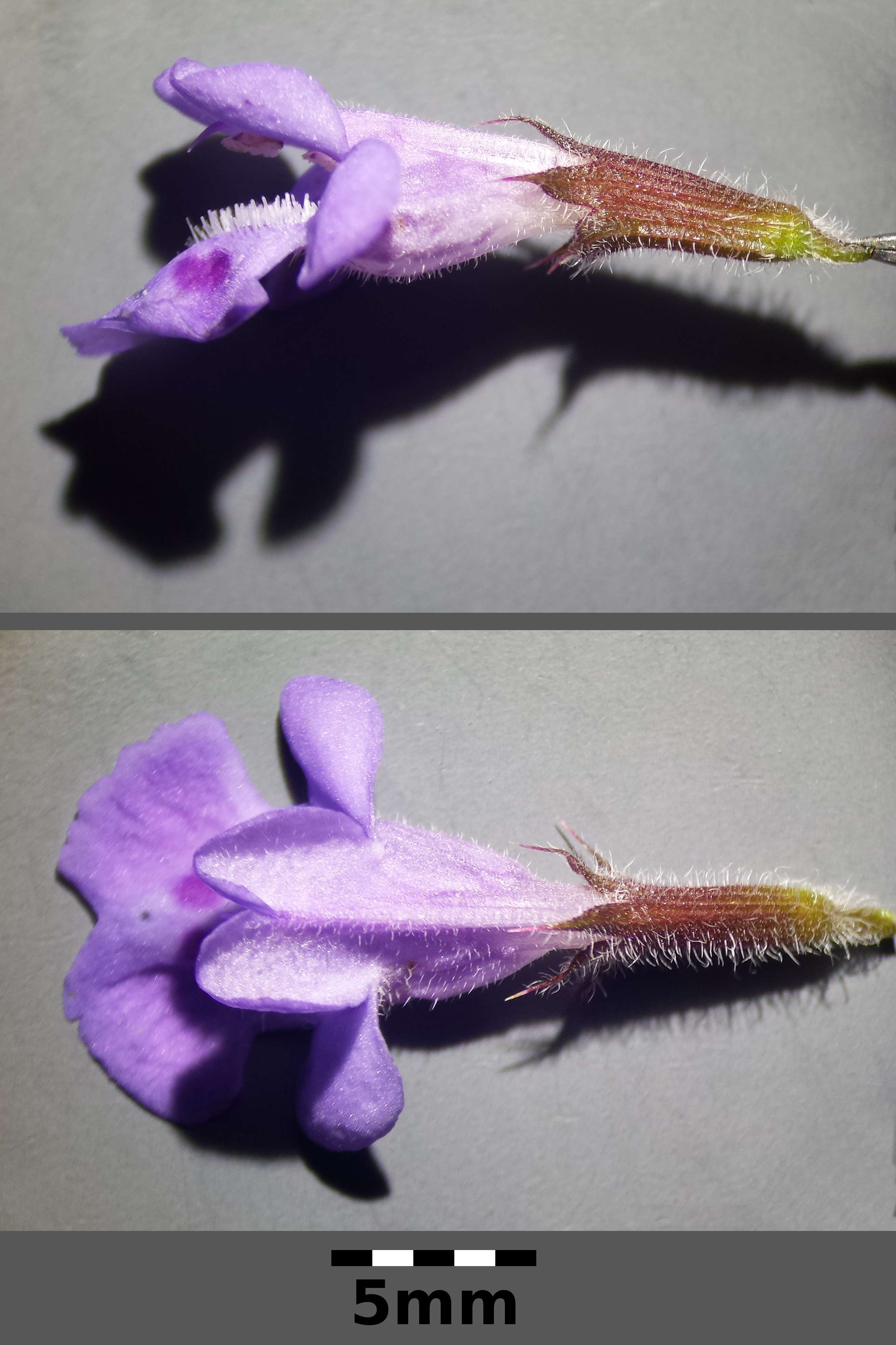
квітка